# Hang Seng Index
Hang Seng Index (HSI; chiń. 恒生指數; pinyin Héngshēng Zhǐshù; jyutping hang4 saang1 zi2 sou2) – indeks akcji spółek notowanych na giełdzie papierów wartościowych w Hongkongu (Hong Kong Stock Exchange). Reprezentuje on zmianę kursów akcji 33 największych pod względem kapitalizacji przedsiębiorstw. Spółki wchodzące w skład indeksu stanowią około 70% kapitalizacji giełdy.
HSI wystartował 24 listopada 1969 roku. Jest obliczany i publikowany przez firmę HSI Services Limited, spółkę córkę banku Hang Seng Bank.

## Skład indeksu
Aby ułatwić inwestorom odczytywanie wartości indeksu, 2 stycznia 1985 roku utworzono 4 subindeksy:
Hang Seng Finance Index
- HSBC Holdings (stanowi około 30% wartości HSI)
- Hang Seng Bank(inne języki)
- Bank of East Asia, Ltd(inne języki)
- BOC Hong Kong (Holdings)(inne języki)

Hang Seng Utilities Index
- CLP Holdings(inne języki)
- Hong Kong and China Gas Co.
- Hong Kong Electric Holdings

Hang Seng Property Index
- Cheung Kong (Holdings)
- Henderson Land Development Co.
- Sun Hung Kai Properties(inne języki)
- Sino Land Co(inne języki)
- Hang Lung Properties(inne języki)

Hang Seng Commercial & Industrial Index
- Wharf (Holdings) Ltd
- PCCW Limited
- Hutchison Whampoa(inne języki)
- New World Development Co.
- Swire Pacific Ltd 'A'(inne języki)
- MTR Corporations
- China Merchants Holdings (International) Co
- Johnson Electric Holdings
- Denway Motors(inne języki)
- CITIC Pacific(inne języki)
- China Resources Enterprise, Ltd(inne języki)
- Cathay Pacific Airways
- Esprit Holdings
- Li & Fung
- Yue Yuen Industrial (Holdings)(inne języki)
- China Unicom Ltd
- CNOOC Ltd(inne języki)
- China Mobile (Hong Kong)(inne języki)
- Lenovo Group Ltd
- Cheung Kong Infrastructure Holdings(inne języki)
- COSCO Pacific

3 października 2001 roku utworzono indeks Hang Seng Composite Index Series obejmujący akcje 200 spółek. Ich kapitalizacja stanowi 97% wartości giełdy.

## Obliczenia HSI
Obecnie indeks Hang Seng Index obliczany jest według następującej formuły:
Indeks bieżący = (Dzisiejsza kapitalizacja / Wczorajsza kapitalizacja) x Indeks zamknięcia
gdzie:
- Indeks bieżący: Indeks bieżący w danym dniu
- Indeks zamknięcia: Indeks zamknięcia z dnia poprzedniego
- Dzisiejsza kapitalizacja: Bieżąca kapitalizacja spółek HSI
- Wczorajsza kapitalizacja: Kapitalizacja spółek HSI na zamknięcie dnia poprzedniego

Jako indeks bazowy przyjęto 100 punktów, a dzień bazowy wyznaczono na 31 lipca 1964 roku.

## Codzienne raporty HSI
Wyniki osiągane przez HSI i wszystkie jego pochodne są dostępne codziennie w:
- Hang Seng Indexes Daily Bulletin
- Hang Seng Index Constituent Stocks Performance
- Hang Seng Composite Index Series Constituent Stocks Performance
- Index Performance Summary

## Reprezentatywność HSI
Aby sprawdzić reprezentatywność indeksu HSI wystarczy sprawdzić udział zaliczanych do niego spółek w ogólnym obrocie, czy też w kapitalizacji giełdy. Wyższe wartości oznaczają większą korelację między indeksem a giełdą.